# 레득토
레득토(베트남어: Lê Đức Thọ, 한자: 黎德寿(여덕수), 1911년 10월 14일 ~ 1990년 10월 13일)는 베트남의 정치가, 독립운동가로 인도차이나 공산당 창립 초기 일원이다. 본명은 판딘카이(베트남어: Phan Đình Khải)이다.
1956년에서 1973년까지, 1976년에서 1980년까지 두 차례에 걸쳐서 베트남 공산당 중앙집행반 중앙조직부장을 지냈다.

## 생애
남딘 성 태생으로 청소년 시절부터 베트남 독립에 관심을 가졌고, 판쩌우찐(Phan Châu Trinh) 석방 운동 등 여러 민족 해방 운동에 참여하였다. 여러 반프랑스 학생 운동을 조직하는 데 열성적으로 참여하였기에, 청소년 시기의 대부분을 교도소에서 보내야 했다.
1930년에 인도차이나 공산당의 초기 창립 일원으로 참여하였다. 당간부로서 그는 프랑스 내에서 베트남 독립 운동에 관여하다가 1930년에 프랑스 식민 정부 경찰에 의해 검거되어 풀로 콩도르 섬(Poulo Condore) 감옥에 갇히게 되었다. 남중국해에 있던 풀로 콩도르 섬 감옥은 프랑스령 동남아시아 지역에서 가장 가혹한 교도소로 널리 알려져 있다. 1936년에 프랑스 인민전선 정부가 들어서면서 석방이 되었으나, 1939년이 다시 체포가 되어 1945년 8월 혁명의 시기까지 다시 풀로 콩도르 섬 감옥에 갇혀 있었다. 석방 후 북베트남에서 활동하였다. 1945년에 인도차이나 공산당 중앙위원으로 선출되었고 1946년 제1차 인도차이나 전쟁 때에는 레주언의 요청으로 남부 중앙국 부서기를 맡았다.
제네바 협정 이후인 1954년 북베트남으로 돌아온다. 1951년 8월 제2차 베트남 노동당 중앙집행반 당대회를 통해 정치국원에 선출되었고, 1956년말 당 인사와 단기 회의를 담당하는 중앙집행반 중앙조직부장으로 취임하였다. 당내 급진파로서 인사권을 장악하여 이데올로기 부문에 담당하면서 레주언의 서기장 취임을 열어주었다고도 전해진다. 1960년에는 서기국원에 선출되어 토지 개혁의 후에 당의 정풍 운동의 책임자가 된다.
1968년 다시 남베트남에 파견되어 남부 중앙국 부서기가 되고 직후부터 파리 평화협정 교섭에 임했는데 미국의 대통령 보좌관 헨리 키신저 와 교섭을 이끌어 성공했다. 그 공로로 1973년 키신저와 함께 노벨 평화상수상자로 지명되었지만 베트남에 평화가 오지 않았다는 이유로 거절하여 화제가 되었다. 1976년에 베트남 노동당을 베트남 공산당으로 개칭한 이후 다시 정치국원 겸 서기국원을 지냈고 1986년 제6차 당대회에서 정계에 은퇴하여 당 중앙위원회 고문을 지내다가 사망하였다.